# Russ Bray
Russ Bray (South Ockendon, 22 giugno 1957) è un arbitro di freccette britannico che lavora per la Professional Darts Corporation. È anche conosciuto come The Voice per il suo unico stile di chiamare i punteggi e per la sua voce roca.

## Carriera nella freccette
Secondo Bray stesso, la sua carriera iniziò una notte quando un caller (l'arbitro che chiama i punteggi) non venne ad una partita della contea. Russ venne, in seguito, messo sotto contratto dalla PDC nel 1996 e debuttò al World Matchplay a Blackpool. Fu lui il caller quando Phil Taylor fece, nel 2002, allo stesso evento, il primo nine-dart finish della storia televisiva delle freccette. Da allora ha chiamato più di sette nine-dart finish in televisione, compreso il primo fuori dell'Europa, quello di Mervyn King, a Johannesburg, Sudafrica. Russ è anche un membro del Team Unicorn.
Russ è stato un giocatore della contea di Hertfordshire ed ha anche giocato nel circuito professionistico. Si è anche allenato con Eric Bristow per vincere il torneo in coppia in Norvegia e Finlandia.
Russ ha inoltre colpito il bullseye (il centro di un bersaglio di freccette) da 10 piedi, all'aperto, sul North Pier di Blackpool, così da stabilire un nuovo Guinness dei primati. Russ batté, così, il record del giorno precedente di 9' 6" effettuato da Scott Gibling (funzionario del PDC).

## Altri lavori
Bray ha anche usato, negli ultimi anni, la sua voce roca in altri lavori. Egli è stato l'arbitro nel primo videogioco della PDC, PDC World Championship Darts, ed è anche diventato la voce di Feasters, una compagnia di cibo precotto. Ha anche fatto la voce fuori campo per Coral, Ladbrokes, Cash Converters, McCoy's Crisps e l'app di successo Russ Bray Darts. Bray è anche apparso nella boxe, in un combattimento notturno ad ottobre, come voce su Sky Sports, e ha recitato in alcune produzioni televisive, tra cui il film del 2002 Heartlands.